# Ньюток (Аляска)
Ньюток (англ. Newtok, центр. юпик Niugtaq) — статистически обособленная местность, которая находится в зоне переписи Бетел, штат Аляска, Соединённые Штаты Америки. На переписи 2010 года население составляло 356 человек.

## География
По данным Бюро переписи населения США, CDP имеет общую площадь 1,1 квадратных мили (2,8 км²), из которых 1,0 кв. миля (2,6 км²) от него составляет земля и 0,1 квадратных мили (0,26 км²) от него (7,21 %) — представляет собой воду.

## Демография
По данным переписи 2000 года в CDP насчитывалось 321 человек, 63 домашних хозяйства и 51 семья. Плотность населения составляла 313,1 человека на квадратную милю (120,3 / км2). Было 67 единиц жилья со средней плотностью 65,4 / кв. миль (25,1 / км ²). Расовый состав CDP составлял 3,12 % белых, 95,33 % коренных американцев и 1,56 % от двух или более рас.
Было 63 домашних хозяйства, из которых 68,3 % имели детей в возрасте до 18 лет, проживающих с ними, 63,5 % были женатыми парами, живущими вместе, 11,1 % женщин жили без мужей, а 19,0 % не имели семьи. 19,0 % всех домохозяйств состоят из отдельных лиц, и все они моложе 65 лет. Средний размер домохозяйства составил 5,10, а средний размер семьи — 5,96.
В CDP население было распространено с 45,2 % в возрасте до 18 лет, 10,0 % с 18 до 24, 26,8 % с 25 до 44, 14,3 % с 45 до 64 и 3,7 %, которые составляли 65 лет и старше. Медианный возраст составлял 21 год. На каждые 100 женщин приходилось 118,4 мужчин. На каждые 100 женщин в возрасте 18 лет и старше приходилось 112,0 мужчин.
Средний доход для домашнего хозяйства в CDP составлял 32 188 долларов США, а средний доход для семьи составлял 32 188 долларов. Средний доход мужчин составил 26 250 долларов, в то время как средний доход у женщин составлял против 15 625 долларов. Доход на душу населения для CDP составлял 9 514 долларов США. Около 29,8 % семей и 31,0 % населения были ниже черты бедности, в том числе 38,9 % из них моложе 18 лет.